# Surimono
Surimono (jap. 摺物, 刷り物 suri-mono; odbitka, materiał drukowany) – specjalna forma japońskiego drzeworytu, odbitka drzeworytnicza, forma druku okolicznościowego wykonywana na specjalne zamówienie.

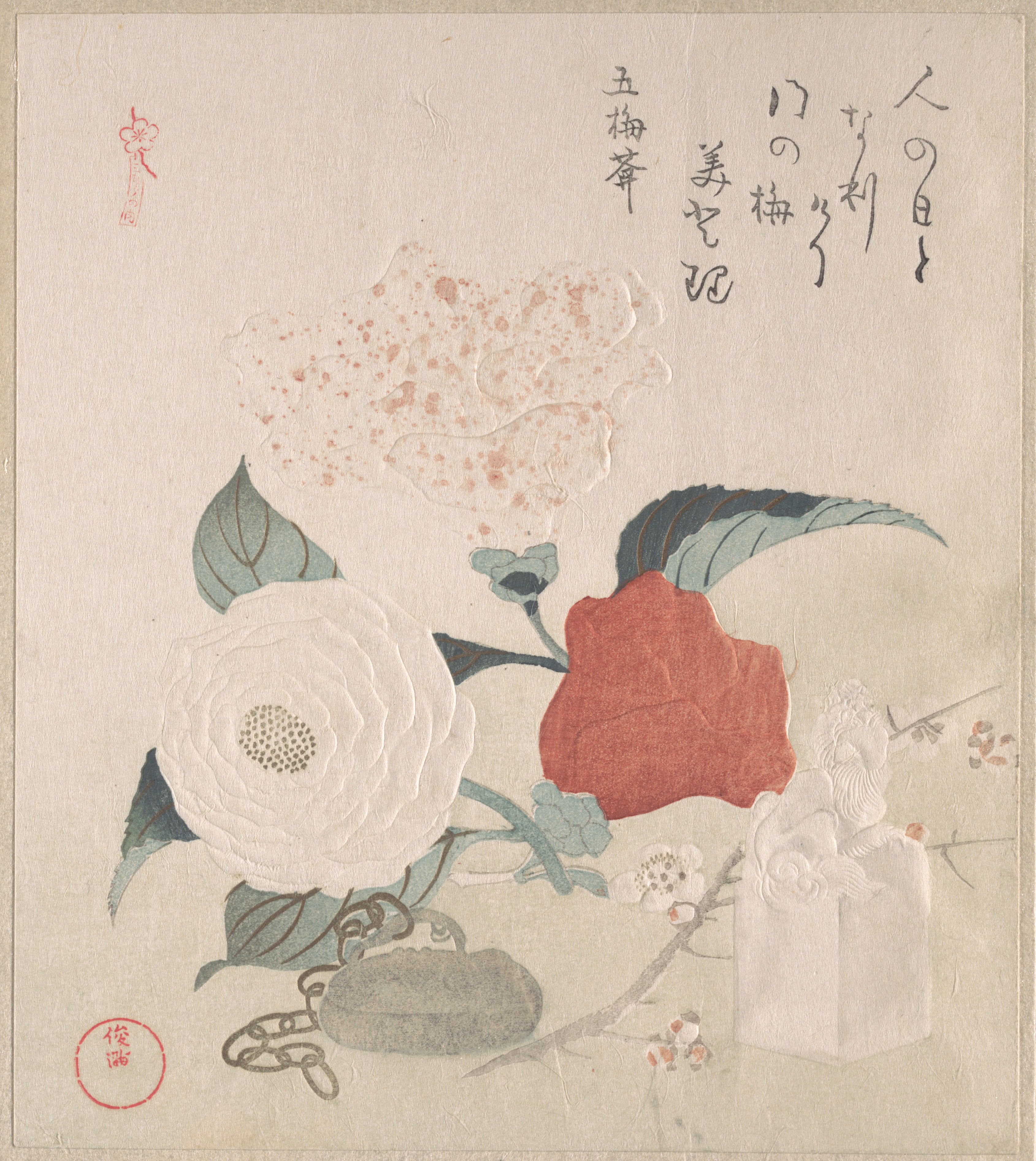
Shunman Kubo, Kwiaty kamelii, netsuke i pieczęć, surimono, technika ślepego tłoczenia, Metropolitan Museum of Art

Surimono wydawane były w niewielkim nakładzie, na bardzo dobrym papierze, odbite przy pomocy różnych, kosztownych technik, zwykle w formacie 20x17 cm.
Nad powstaniem surimono pracowało trzech mistrzów. Pierwszy, malarz na cienkiej bibułce rysował tuszem projekt, zaznaczał też propozycje kolorów. Następnie drzeworytnik przykładał rysunek licem do drewnianego klocka (przeważnie z drzewa wiśniowego) i nacinał zaznaczone linie. Do każdego koloru powstawał osobny klocek. Trzeci mistrz, drukarz nanosił kolory i odbijał po kolei na papierze. Do deski pokrytej farbą przykładał zwilżony arkusz papieru wzdłuż wyrytych znaków i dociskał go kolistymi ruchami przy pomocy narzędzia zwanego baren (krążek z papierowego sznurka owinięty liściem bambusa). Przy wytwarzaniu surimono stosowano różne techniki, które wzbogacały efekt końcowy. Malowano laką, prószono złotem, srebrem, sproszkowaną miką na pomalowaną klejem powierzchnię. Używano też techniki tzw. ślepego tłoczenia (kara-zuri), która uwypukla reliefowo kontury motywu, co nadaje efekt przestrzenności.
Autorstwo surimono przypisywano malarzowi, który wykonał projekt, czasem zachowało się nazwisko drzeworytnika, natomiast łączenie na planszy kolorów, zdobienie, pozostawało dziełem anonimowego rzemieślnika.
Luksusowe odbitki zaczęły powstawać w drugiej połowie XVIII wieku (czasy świetności surimono przypadają na lata 1795–1835). Projekty wzorów wykonywali tacy artyści jak: Gakutei Yashima (ok. 1786–1868), Hokkei Totoya (1780–1850), Hokusai Katsushika (1760–1849), Hiroshige Andō (1797–1858), Shunman Kubo (1757–1820).
Tematyka surimono była różnorodna: motywy roślinne, zwierzęce, japońskie legendy, postacie kobiet i mężczyzn. Zwykle plansze graficzne zawierały oprócz kompozycji figuralnej także rozbudowany tekst pisany kaligrafią.
W latach 90. XVIII wieku zamawiali je poeci jako ilustracje do kyōka wierszy tanka o charakterze komicznym, satyrycznym. Ich wydanie związane było z konkursami poetyckimi.